# Jalový dvůr
Jalový dvůr je přírodní památka v  lokalitě Heršpice v  okrese Vyškov. Přírodní památka byla zřízena vyhláškou Okresního úřadu Vyškov ze dne 28. června 1990. Leží jihovýchodně od města Slavkov u Brna. Důvodem ochrany je výskyt a rozmnožování několika druhů obojživelníků v rybníku a výskyt druhů ponticko-panonské květeny na přilehlé stráni.